# Rod Carew
Rodney Cline Carew, detto Rod (Gatún, 1º ottobre 1945), è un ex giocatore di baseball e allenatore di baseball statunitense di ruolo prima e seconda base che ha giocato nella Major League Baseball (MLB). È stato introdotto nella National Baseball Hall of Fame nel 1991.

## Carriera

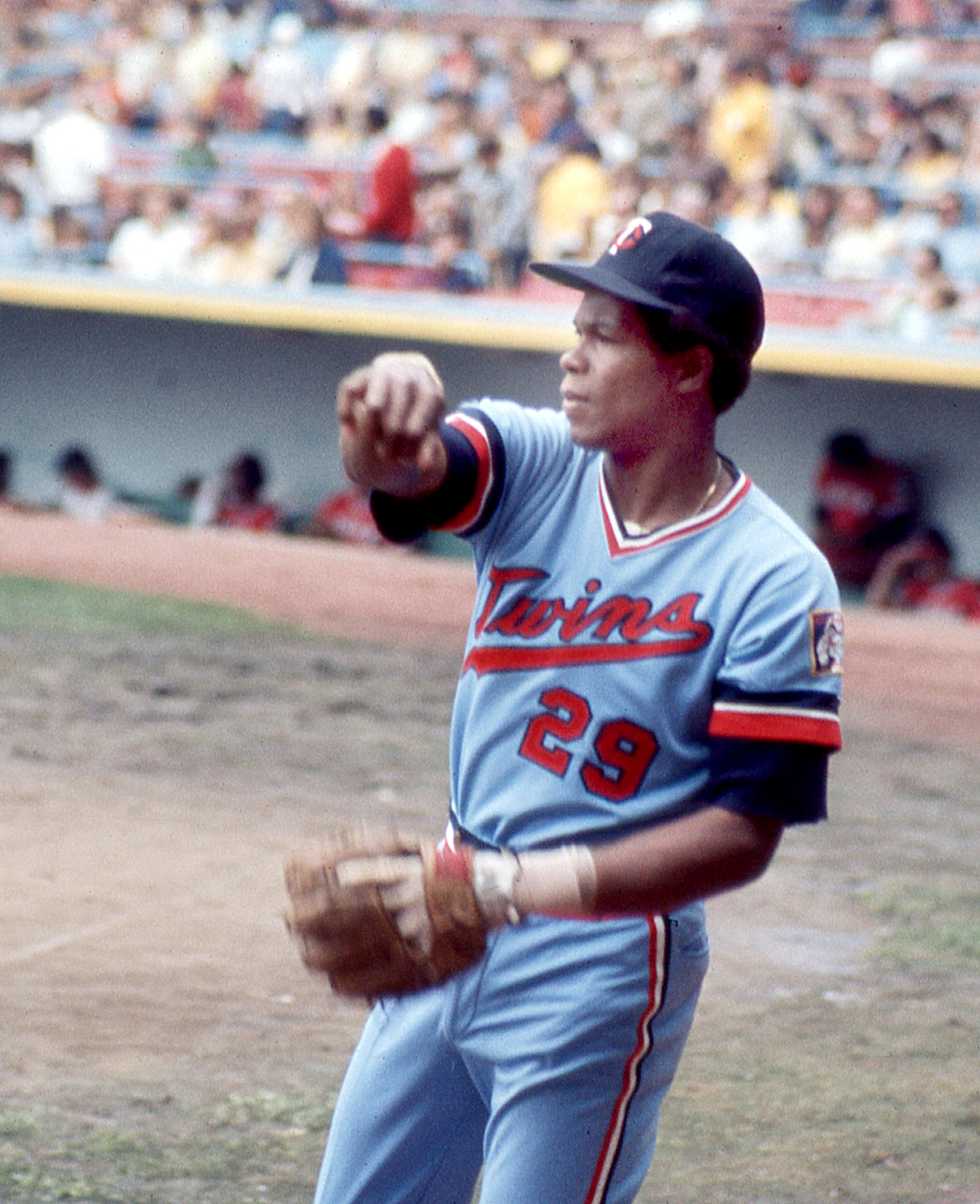
Rod Carew con i Minnesota Twins

Carew giocò come professionista dal 1967 al 1985 per i Minnesota Twins e i California Angels, venendo convocato per l'All-Star Game in ogni singola stagione della carriera eccetto l'ultima. Pur non eccellendo mai nei fuoricampo (ne fece registrare solamente 92 su 3.053 battute valide in carriera), fu un battitore consistente, sia destro che sinistro. Nel 1977 fu premiato come MVP dell'American League, quando batté con una media di .388, la miglior dai tempi di Ted Williams nel 1957. Nell'estate del 1977 Carew apparve sulla copertina di Time con il titolo di "Miglior battitore del Baseball". Dopo la carriera da giocatore fu il manager degli Angels e dei Milwaukee Brewers. Nel 1999 The Sporting News lo inserì al 61º posto nella classifica dei migliori cento giocatori di tutti i tempi.

## Palmarès
- MLB All-Star: 18

1967–1984
- Miglior battitore dell'American League: 7

1969, 1972–1975, 1977, 1978
- Rookie dell'anno dell'American League - 1967
- Numero 29 ritirato dai Minnesota Twins
- Numero 29 ritirato dai Los Angeles Angels of Anaheim
- Club delle 3.000 valide